# Chemiurgia

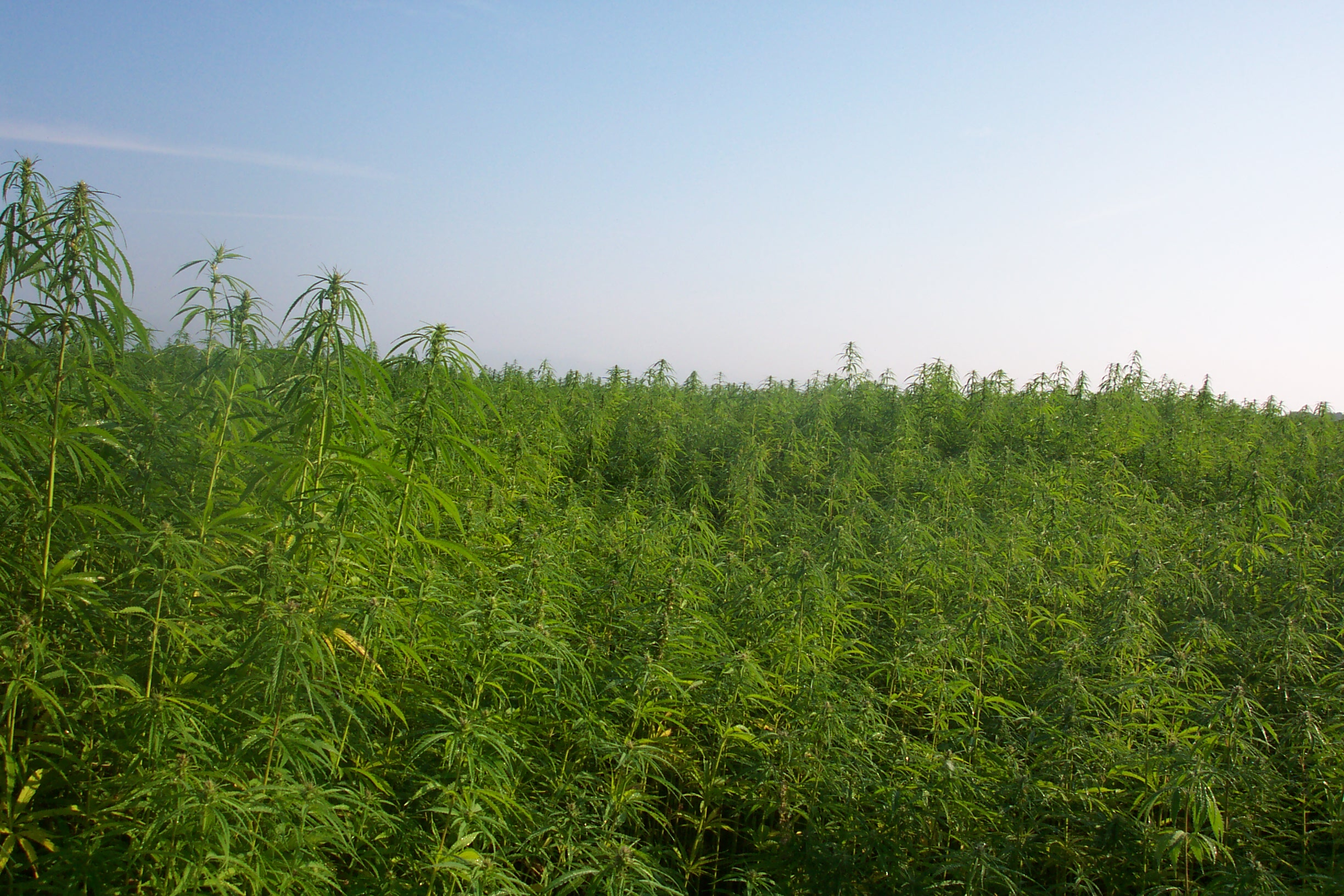
Campo di canapa. Le fibre di canapa e soia possono essere utilizzate per creare plastiche ecologiche

Chemiurgia (Chemurgy in inglese, dal greco chemeia «chimica» ed ergon «lavoro») è un termine nato in America negli anni trenta per definire quella branca dell'industria e della chimica applicata (e in particolare dell'agrochimica) che si occupa della preparazione dei prodotti industriali esclusivamente da materie prime agricole e naturali, facendo uso solamente di risorse rinnovabili e senza recare danno all'ambiente.
La parola fu coniata dal chimico William J. Hale, che nel 1934 pubblicò il libro The Farm Chemurgic, per indicare «l'ottenimento di sostanze chimiche industriali dai prodotti agricoli».

## Storia
Negli anni trenta, di fronte all'avanzare della rivoluzione industriale, il movimento della Chemiurgia si proponeva di trasformare ed integrare la produzione agricola con quella industriale, invece di abbandonare l'agricoltura a se stessa indirizzando tutti gli investimenti sull'industria. La chemiurgia puntava dunque ad usare prodotti vegetali, in particolare la canapa, pianta coltivata e diffusissima in America fino al suo proibizionismo, che era in grado di fornire all'industria grandissima parte delle materie prime di cui necessitava e che oggi si ricavano in gran parte dalla lavorazione del petrolio.
(Henry Ford)
Restava però ancora un pesante handicap per rendere la produzione di cannabis davvero competitiva. Il lavoro di separazione della fibra infatti andava fatto a mano, e questo rallentava notevolmente i tempi e i costi di produzione. L'invenzione di una nuova macchina, il "decorticatore", sembrò poter togliere questa barriera alla produzione industriale della cannabis, e delle altre fibre tessili ricavate dal fusto delle piante, prospettandone un successo pressoché illimitato. La rivista Popular Mechanics pubblicò in quei mesi un articolo intitolato "La nuova coltivazione da un miliardo di dollari", nel quale si prospettava uno strepitoso rilancio a livello mondiale delle piantagioni di cannabis.
Tuttavia queste premesse non poterono essere confermate, a causa delle leggi di proibizione del 1937 che vennero applicate alla coltivazione e al commercio della cannabis.
Alcuni ritengono che la proclamazione di queste leggi di proibizione nei confronti della cannabis negli Stati Uniti sarebbe stata legata alla concorrenza tra la nascente industria petrolchimica dei prodotti DuPont e la possibilità di usare l'olio di questa pianta per produrre fibre plastiche e come combustibile, ed altresì alla concorrenza della nascente industria della carta ricavata dal legno degli alberi, sminuzzato e sbiancato con sostanze chimiche, con la eventuale produzione industriale di carta di canapa. Inoltre, il magnate del giornalismo William Randolph Hearst, uno dei più importanti sostenitori del proibizionismo della cannabis proprio con i suoi quotidiani, aveva acquistato milioni di ettari di foresta da legname, che intendeva utilizzare per produrre carta appunto per i suoi giornali, sempre più popolari.
I principi della chemiurgia sono tornati alla ribalta negli ultimi anni, trattati con approcci diversi e soprattutto identificati con nuovi nomi, come nel caso della chimica verde.

## Prodotti
- Plastica di canapa
- Tessuti e carta di canapa
- Cannabis medica

## Nella cultura di massa
Nel celebre film di Frank Capra La vita è meravigliosa del 1946 uno dei personaggi protagonisti rinuncia coraggiosamente alla fortuna nell'industria petrolchimica e tenta invece la strada della chemiurgia producendo nella sua piccola vetreria non più vetro ma plastica di soia.